# Little Creek (Delaware)
Little Creek je gradić u američkoj saveznoj državi Delaware. Prema popisu stanovništva iz 2010. u njemu je živjelo 224 stanovnika.